# Rudolf Deinert
Rudolf Deinert (* 2. Juni 1928; † 24. April 2013 in Berlin) war ein deutscher Fußballspieler. Der Defensivspieler gewann als Aktiver von Tennis Borussia Berlin in den Jahren 1952 und 1958 die Meisterschaft in der Stadtliga Berlin und nahm danach an den Endrundenspielen um die deutsche Meisterschaft teil. Von 1950 bis 1962 absolvierte er 268 Spiele in der Stadtliga und erzielte dabei vier Tore. In der Stadtauswahl Berlin bestritt er von 1948 bis 1962 32 Einsätze.

## Laufbahn
1928 an der Oberspree geboren, kam „Rulle“ Deinert über den Grünauer BC, Köpenick und SC Minerva 93 zur Runde 1951/52 zu Tennis Borussia. Mit Minerva hatte er 1950 den Aufstieg aus dem Amateurlager in die Oberliga bewerkstelligt. Im ersten Jahr in Berlin unter dem Vertragsligastatut, 1950/51, absolvierte er unter Trainer Paul Böhm und den Mitspielern Kurt Gneist (Torhüter) und Helmut Tschap (bester Angreifer mit 12 Toren) alle 26 Ligaspiele für Minerva und der SC belegte den neunten Rang. Tennis Borussia holte sich mit Trainer Fritz Maurischat die Meisterschaft und verpflichtete für die neue Runde den als rechten Verteidiger oder auch als Mittelläufer einsetzbaren Deinert.
In seiner ersten Saison bei den Veilchen, 1951/52, absolvierte er sofort alle 26 Rundenspiele – wie auch der linke Außenläufer Erich Wittig – und feierte mit der Elf aus dem Bezirk Charlottenburg mit dem neuen Trainer Hermann Lux den Gewinn der Meisterschaft. Das meisterschaftsentscheidende Match gegen den späteren Vizemeister SC Union 06 Berlin gewann TeBe am 6. April 1952 vor 75.000 Zuschauern mit 4:2 Toren. Mit den Lila-Weißen sorgte er in der Endrunde um die deutsche Meisterschaft am 27. April 1952 mit dem 4:2-Auswärtserfolg bei Rot-Weiss Essen für eine Überraschung. Die Mannschaft von der Hafenstraße war mit den Spielern Heinrich Kwiatkowski, Heinz Wewers, Helmut Rahn, August Gottschalk und Bernhard Termath als klarer Favorit angetreten. Das Zuschauerinteresse war sehr groß. Das erste Heimspiel am 18. Mai gegen den VfL Osnabrück verfolgten 80.000 Zuschauer im Olympiastadion. Sieben Tage später waren es gar 90.000 beim 1:1-Remis gegen den VfB Stuttgart. Am letzten Endrundenspieltag, den 8. Juni, kamen zum Rückspiel gegen Essen immer noch 50.000 Interessierte in das Stadion. Deinert hatte alle sechs Spiele an der Seite von Torhüter Karl-Heinz Steinbeck und den Feldspielern Kurt Podratz, Erich Wittig, Horst Schmutzler, Gerhard Graf und Fritz Wilde in der Endrunde absolviert.
In den Jahren 1955 und 1957 kam der langjährige Spielführer mit den Veilchen zur Vizemeisterschaft, ehe im Jahr der Fußballweltmeisterschaft 1958 in Schweden, der erneute Titelgewinn glückte. Jetzt agierte Hans Eder auf der Stopperposition. In den Endrundenspielen gab TeBe aber kein gutes Bild für den Berliner Fußball ab. Wurde in der wegen der Weltmeisterschaft verkürzt ausgespielten Endrunde noch im ersten Spiel gegen den Südmeister Karlsruher SC in Köln achtbar mit 0:1 Toren verloren, so waren die zwei folgenden Schlappen mit 0:9 gegen Schalke 04 und 3:8 gegen Eintracht Braunschweig Vorstellungen, die nicht für die Leistungsstärke der Berliner Vertragsspielerstaffel sprachen.
Mit dem Spiel am 25. März 1962 – 3:0-Heimsieg gegen Wacker 04 – beendete Rudolf „Rulle“ Deinert nach 242 Ligaeinsätzen für TeBe seine aktive Spielerlaufbahn. Einen späten Höhepunkt hatte er im September 1961 mit den zwei Spielen im Messestädte-Pokal mit der Berliner Stadtauswahl gegen den FC Barcelona erlebt. Im Hinspiel am 20. September gab es einen 1:0-Heimsieg der Berliner gegen Evaristo und Co, ehe die Katalanen mit einem 3:0-Heimsieg alles klarmachten. In beiden Spielen bildete er zusammen mit Hans-Günter Schimmöller das Berliner Verteidigerpaar.

## Auswahlspiele
Mit der Stadtauswahl bestritt der Verteidiger von 1948 bis 1962 unter anderem gegen Wien, Paris, London und Hamburg 32 Spiele. Daneben vertrat er die Berliner Farben auch in diversen Spielen gegen DFB-Auswahlmannschaften und bundesrepublikanischen Regionalteams. Unter Bundestrainer Sepp Herberger nahm er auch an Trainingslehrgängen teil. Am 24. März 1954 trat er mit der B-Nationalmannschaft im Länderspiel in Gelsenkirchen gegen England an. Das deutsche Schlussdreieck mit Heinrich Kwiatkowski, Deinert und Herbert Erhardt konnte aber die 0:4-Niederlage gegen die englischen Profispieler nicht verhindern. Einen Monat später, am 25. April 1954, saß der Berliner beim Länderspiel der A-Elf in Bern gegen die Schweiz auf der Ersatzbank. Anfang Mai 1954 wurde er vom DFB in der 40er-Liste an die FIFA neben den weiteren rechten Verteidigern Erich Retter, Hans Bauer und Rolf Ertel gemeldet. In den 22er-WM-Kader wurde Deinert aber schließlich nicht aufgenommen, ebenso wenig kam er zu einem Länderspieleinsatz in der A-Nationalmannschaft.